# Los armarios negros
Los armarios negros es un libro de misterio escrito por Joan Manuel Gisbert y editado por Alfaguara. La primera edición fue publicada en España en 1996.

## Personajes principales
- Pablo Biosca: se describe a sí mismo como un niño moreno no muy alto. Es curioso y se siente atraído, pero a la vez aterrado, por el oscuro secreto que parecen encerrar la Sra. Barrientos en los armarios negros.
- Alfredo Biosca: es el padre divorciado de Pablo; contratado para instalar la electricidad en la vieja casa. Al principio está muy concentrado en su trabajo y es indiferente al interés de su hijo por los armarios, pero poco a poco se da cuenta de que realmente algo maligno gira en torno al asunto.
- Julia Barrientos: una mujer hostil que visita la casa (especialmente la habitación de los armarios) para realizar trabajos desconocidos y bastantes sospechosos, que atraen aún más la atención de Pablo.
- Clara : una niña de la misma edad que Pablo que vive enfrente del edificio. Sufre de una infección en los ojos, por lo cual debe utilizar una venda sobre ellos. Al parecer su historia está relacionada con la de los armarios, al ser el único familiar vivo de Oskar Kreutzer.
- Sra. Durante: una extraña mujer que cuida de Clara con el pretexto de ser su madrina , pero cuyo interés sobre el parece ser otro.
- Oskar Kreutzer: el creador de los armarios negros que quiere ser resucitado dentro del armario donde se encontró su cuerpo sin vida.

Este libro simboliza el miedo del ser humano a cualquier cosa desconocida así como podría llegar a ser la ropa en una silla por la noche que cree una sombra tenebrosa.
- Datos: Q5980626